# NGC 1827
NGC 1827 é uma galáxia espiral barrada (SBc) localizada na direcção da constelação de Columba. Possui uma declinação de -36° 57' 37" e uma ascensão recta de 5 horas, 10 minutos e 04,4 segundos.
A galáxia NGC 1827 foi descoberta em 28 de Novembro de 1837 por John Herschel.